# San Rafael (Honduras)
San Rafael è un comune dell'Honduras facente parte del dipartimento di Lempira.
Il comune venne istituito nel 1900 con parte del territorio del comune di La Iguala.